# Xinxiang
Xinxiang (chiń. 新乡; pinyin Xīnxiāng) – miasto o statusie prefektury miejskiej w Chinach, w prowincji Henan. W 2010 roku liczba mieszkańców miasta wynosiła 743 854. Prefektura miejska w 1999 roku liczyła 5 331 760 mieszkańców. Ośrodek przemysłu spożywczego i włókienniczego. Stolica rzymskokatolickiej prefektury apostolskiej Xinxiang.

## Historia
Historia miasta sięga ponad 1800 lat; wówczas w okolicy miasta rozegrała się bitwa pod Muye, która doprowadziła do zastąpienia dynastii Shang przez dynastię Zhou. W czasie rządów dynastii Sui, miasto rozwinęło się dzięki dużemu rynkowi, który zachęcał do przybycia kupców z sąsiednich wiosek. W latach 1949–1952 było stolicą prowincji Pingyuan. Od 1950 roku w Xinxiang rozwija się przemysł, przez co obecnie Xinxiang posiada ponad 6 milionów ludzi i jest jednym z większych centrów przemysłowych w Henanie.

## Gospodarka
Głównym przemysłem Xinxiang jest przemysł lekki, tekstylny oraz przetwórczy który zastąpił przemysł ciężki w latach 80. XX wieku. Rolnictwo odgrywa zacznie mniejszą role niż wcześniej w historii jednakże duże plantacje bawełny wciąż dostarczają materiałów do produkcji tekstyliów.
Miasto jest położone wzdłuż rzeki Wei dzięki czemu posiada rozwiniętą komunikację rzeczną z dobrze prosperującym portem, który odgrywa coraz większą rolę w gospodarce miasta. Miasto posiada dobre połączenia z głównymi miastami Chin, w tym z Pekinem. Głównym problemem miasta jest duże skażenie rzeki, przez co znacznie podupadło rybołówstwo oraz okoliczne rolnictwo. Większość zanieczyszczeń pochodziło z wielkich fabryk przemysłu ciężkiego, które obecnie zostały zlikwidowane. Do dzisiaj władze szerzej nie zainteresowały się tym problemem, co doprowadziło do dalszego skażenia.

## Podział terytorialny
Prefektura miejska Xinxiang składa się z czterech dzielnic, trzech miast na prawach powiatu i pięciu powiatów.
- dzielnica Weibin (卫滨区)
- dzielnica Hongqi (红旗区)
- dzielnica Muye (牧野区)
- dzielnica Fengquan (凤泉区)
- Changyuan (长垣市)
- Huixian (辉县市)
- Weihui (卫辉市)
- Xinxiang (新乡县)
- Huojia (获嘉县)
- Yuanyang (原阳县)
- Yanjin (延津县)
- Fengqiu (封丘县)

## Współpraca
- Itajaí, Brazylia
- Kashiwara, Japonia